# Mata de Pita
Mata de Pita är en ort i Mexiko.   Den ligger i kommunen Veracruz och delstaten Veracruz, i den sydöstra delen av landet, 300 km öster om huvudstaden Mexico City. Mata de Pita ligger 20 meter över havet och antalet invånare är 456.
Terrängen runt Mata de Pita är platt. Runt Mata de Pita är det ganska tätbefolkat, med 230 invånare per kvadratkilometer. Närmaste större samhälle är Veracruz, 7,2 km nordost om Mata de Pita. Trakten runt Mata de Pita består till största delen av jordbruksmark.